# Норфолкский диалект английского языка
Норфолкский диалект, также известный как широкий норфолкский — диалект английского языка, на котором говорят жители округа Норфолк на востоке Англии. Он характеризуется уникальным произношением(особенно гласных звуков) и грамматическими формами, которые заметно отличаются от стандартного английского.

## Изображение в культуре
Норфолкский диалект и акцент редко отражаются в фильмах и на телевидении (его довольно трудно сымитировать «чужеземцам», и даже актёр Алан Бейтс в роли Тэда Бёрджеса в высоко оценённом фильме «Посредник» не справился с этим идеально), а его изображение в телевизионной драме «Вся королевская рать» в 1999 году частично способствовала основанию организации Друзья Норфолкского Диалекта (англ. Friends of Norfolk Dialect (FOND)). Эта организация была создана с целью сохранения и продвижения широкого норфолкского. Она выступает за признание норфолкского как диалекта и за изучение его в школах. FOND планирует создать цифровой архив с записями произношения характерных для диалекта слов. В июле 2001 года организация была награждена 4000£ Британской национальной лотереей для покупки необходимого оборудование для записи.
Ярким примером норфолкского акцента и лексики могут стать песни Аллана Сметхерста. Его норфолкский акцент хорошо известен благодаря альбомам, выпущенным в 1960-х, таких как Hev Yew Gotta Loight Bor?.

## Распространение
Норфолкский диалект является частью южно-английской диалектной группы. Географически он охватывает большую часть графства Норфолк, кроме Горлстона и других мест, присоединённых от Саффолка. Акцент Нориджа в основном такой же, но имеет несколько иные гласные.
Не следует путать норфолкский диалект с питкэрнским языком или норфолкским языком.

## Особенности

### Акцент

#### Основные характеристики
Норфолкский акцент довольно сильно отличается от других:
1. В основном неротическое произношение, /r/ произносится только перед гласными.
2. Не представлено выпадение [h], фонема /h/ обычно произносится всеми носителями норфолкского акцента в таких словах как hat и ahead.
3. У норфолкской речи свой особый ритм, так как некоторые ударные гласные длиннее своего эквивалента в RP.
4. Сохраняется «разделение foot-strut» — различение /ʊ/ и /ʌ/. Качество /ʌ/ может быть охарактеризовано как неогублённый гласный заднего ряда среднего подъёма (нечто среднее между /ʌ/ и /ɤ/.
5. Между согласными и /uː,ʊ, u, ʊə/ происходит выпадение /j/, известное как yod-dropping.

#### Просодические характеристики
Систематического изучения просодических характеристик норфолкского диалекта (таких как интонация и ритм) проведено не было. Однако принято считать, что норфолкский диалект обладает особым ритмом, так как некоторые ударные гласные звучат дольше своих аналогов в RP, а некоторые безударные гласные наоборот слишком краткие.

#### Гласные

Монофтонги норфолкского диалекта, из

- Односложные слова, в которых гласный написан как «oo», например, roof, имеют гласный [ʊ] и дают [rʊf] при произношении;
- Односложные слова, в которых гласный написан как «ot» или «ote» (где «t» — любой согласный), такие как boat или home могут быть произнесены с гласным [ʊ].
- Где в RP в словах с написанием «f», «ff», «gh», «th» (таких как often, off, cough, trough, cloth) — огублённый гласный /ɒ/, в норфолкском акценте может быть /ɔː/.
- Гласный /ɒ/ реализуется как долгий неогублённый гласный [ɑː].
- Дифтонг /əʊ/ нормативного произношения как правило имеет качество, которое может быть представлено как [ʊu] в норфолкском произношении. Таким образом, в словах с написанием «oa» «oe» и «ote», такие как boat, toe, code, звучат для посторонних как boot, too, cood соответственно. Исключением являются слова, написанные с «ou», «ow», «ol» (такие как soul, know, told), в которых проявляется дифтонг, похожий на нормативное /əʊ/.
- В речи второго поколения Нориджа и в сельской местности существует различие, отсутствующее в нормативном произношении: где во втором — дифтонг /eɪ/, в первом — [æɪ] в словах с написанием «ai» или «ay» (таких как rain и day), но [ɛː] — в словах с написанием «ate» (например, take, late).
- В норфолкском акценте нет различия между гласными /ɪə/ и /eə/. Таким образом, beer и bear звучат одинаково, с гласным [ɛː].
- Где в нормативном произношении будет последовательность двух или трёх гласных, в норфолкском акценте будет произноситься один долгий гласный звук; например, player — скорее [plæː], чем /pleɪə/. Если суффиксу -ing предшествует гласный, происходит сглаживание (монофтонгизация), результатом которого является единый гласный звук. Таким образом, going обычно произносится как [ɡɔːn], а doing — как [dɜːn].

#### Согласные
- Yod-dropping после альвеолярных согласных обнаруживается во многих акцентах английского языка, при этом такие слова как tune, sue или new произносятся как /tuːn/, /suː/ и /nuː/ соответственно. Но в норфолкском акценте это явление обнаруживается после всех согласных. Таким образом, нормативное [tju:] (где «t» — любой согласный) произносится как [tu:] в норфолкском акценте. Например, few и huge произносятся как foo и hooge соответственно.
- Гортанная смычка широко представлена в норфолкской речи. Согласный /t/ часто реализуется как [ʔ] в позиции после ударного гласного, таким образом, better произносится как [beʔə].
- Где в RP произносится тёмный «л» ([ɫ]), некоторые жители норфолка произносят чистый /l/.
- Суффикс -ing, находящийся в конце слова как, например, в coming в RP произносится как /ɪŋ/, тогда как в норфолкском акценте — как [ən]; coming /kʌmɪŋ/ звучит как [kʌmən].
- Раньше в норфолкском диалекте написание «thr» могло быть произнесено как /tr/, а «shr» — как /sr/; таким образом, three звучит так же, как и tree, а shriek произносится как /sriːk/.

## Некоторые фразы
- ar ya reet boi? (товарищ, ты в порядке?)
- at that time of day (в те дни, например, пиво стоило только два пенса в то время суток)
- bred and born (используется вместо «born and bred», переводится как «родился и вырос»)
- co ter heck (восклицание изумления)
- cor blarst me (при выражении, шоке, удивлении и раздражении)
- fare y’well (до свидания)
- hoddy-doddy (очень мало)
- mind how you go (прощай)
- Old Year’s Night (канун Нового Года)

## Известные носители диалекта
- Бернард Мэттьюс — основатель Bernard Matthews Farms Limited.
- Горацио Нельсон — великий английский флотоводец.
- Питер Траджил — профессор социолингвистики, автор нескольких книг о норфолкском диалекте, на данный момент преподаёт социолингвистику в Университете Восточной Англии.
- Брандл Мартин - британский гонщик Формулы-1.
- Бэзил Браун - английский археолог, антрополог и астроном.